# La Paloma (Schiff, 1992)
Die La Paloma ist ein 1992 gebautes Binnenfahrgastschiff, das die Marksburgschifffahrt Vomfell ab Koblenz für Linien-, Event- und Charterfahrten auf dem Rhein und den Nebenflüssen einsetzt.

## Geschichte
Das Schiff wurde auf Bestellung der Marksburgschifffahrt Vomfell 1992 unter der Baunummer 125 auf der Lux-Werft in Niederkassel-Mondorf gebaut und ausgeliefert. Es war zu diesem Zeitpunkt neben der Marksburg das zweite Schiff der Reederei aus Spay und ist seit der Indienststellung für diese in Fahrt.
Seit dem Verkauf der Marksburg an die Rosenberger Lipno Line im Jahr 2012 setzt die Marksburgschifffahrt Vomfell die La Paloma auf allen Angeboten der Reederei ein. Tagesgeschäft sind die großen und kleinen Rundfahrten auf dem Rhein zwischen Koblenz und Niederspay. Daneben setzt das Unternehmen sie für unterschiedliche Themenfahrten (Abendfahrten, Feuerwerksfahrten, 3-Flüsse-Fahrten, Adventsfahrten etc.) ein. Das Schiff kann zudem gechartert werden.

## Das Schiff
Das Schiff ist 40,40 Meter lang und 9,60 Meter breit. Der Tiefgang beträgt maximal 1,30 Meter. Es ist mit 130 Tonnen vermessen. Angetrieben wurde die La Paloma anfangs von zwei SKL-Dieselmotoren aus Magdeburg mit jeweils 300 PS über zwei Schottel-Ruderpropeller. Seit einem Motorenwechsel wird die La Paloma von zwei Volvo-Dieselmotoren mit jeweils 355 PS angetrieben. Das Schiff ist für 400 Fahrgäste zugelassen.